# Коледж Брін Мар
Коледж Брін-Мар або Брін-Мор (англ. Bryn Mawr College) — приватний жіночий гуманітарний університет міста Брін-Мар, Пенсільванія, США. У перекладі з валлійської мови «bryn mawr» означає «великий пагорб». Заснований 1885 року квакерами. Входить до асоціації семи найстаріших і найпрестижніших жіночих коледжів східного узбережжя США. У коледжі навчається понад 1750 студенток. У рейтингу «U. S. News & World Report» за 2012 рік коледж посів 25-е місце серед гуманітарних вишів США.

## Архітектура
Колдеж Брін-Мар є першою освітньою установою США, приміщення якої споруджено в стилі так званої університетської готики, відомої переважно з Великої Британії (Оксфорд, Кембридж). Кампус побудували за проєктом архітекторів Фредеріка Лоу Олмстеда та Калверта Вокса, які свого часу спроєктували Центральний парк у Нью-Йорку. Приміщення бібліотеки є пам'яткою архітектури й історії.

## Рейтинги
Брін-Мар належить до найкращих коледжів вільних мистецтв США. У щорічному рейтингу університетів видання US News & World Report за критеріями «престижність», «фінансові можливості», «кваліфікація наукових співробітників» та «селективність» коледж Брін-Мар постійно займав місця в першій двадцятці списку. За рейтингом Washington Monthly, який формується за критеріями «соціальна мобільність» та «залучення студентів до наукових досліджень», Брін-Мар посів перше місце. За даними Survey of Earned Doctorates Національного наукового фонду 17 % випускниць коледжу протягом 10 років після бакалаврату захищають докторські дисертації, що виводить Брін-Мар в цьому рейтингу на 8-е місце, випереджаючи Принстонський (12-е місце) та Гарвардський університет (17-е місце). Якщо ж розглядати частку випускниць-жінок, то коледж займає 6 місце. Понад 60%  студенток коледжу належать до 10 % найкращих випускників своїх High-School.

## Відомі випускниці
- Емілі Грін Болч, економістка
- Гільда Дулітл, поетеса
- Маріанна Мур, поетеса
- Еліс Рівлін, економістка
- Дрю Джілпін Фауст, історикиня
- Кетрін Гепберн, акторка
- Фредеріка Де Лагуна, антропологиня, етнологиня
- Кетрін Берр Блоджетт, хімікиня
- Лі Даррелл, письменниця-натуралістка, телеведуча
- Ана Ботін, банкірка, економістка
- Дороті Арнольд, спадкоємиця фармацевтичної компанії
- Елеонора Нопф, американська геологиня

## Викладачки й викладачі
- Еммі Нетер, математикиня
- Джон Геддес Макгрегор, письменник, філософ релігії
- Адрієнн Річ, поетеса
- Фредеріка Де Лагуна, антропологиня й етнологиня
- Шарлотта Енгас Скотт, математикиня
- Томас Вудро Вілсон, історик і політолог, 28-й Президент США.
- Агата Лаш, германістка
- Лілі Рос Тейлор, філологиня, фахівчиня з класичної філології.
- Томас Гант Морган, біолог, лауреат Нобелівської премії з фізіології або медицини 1933 року.